# Землетрясение в Марокко (2023)
Землетрясение в Марокко 2023 года — землетрясение с магнитудой 6,8 Mw, которое произошло в пятницу 8 сентября 2023 года в регионе Марракеш — Сафи в Марокко. Эпицентр землетрясения находился в 71,8 км к юго-западу от Марракеша, недалеко от горнолыжного курорта Укаймеден в Атласских горах. Сообщается о по меньшей мере 2946 погибших и не менее 5530 раненых; по меньшей мере 1404 человек получили тяжёлые ранения. Землетрясение привело к масштабным разрушениям; в том числе были повреждены исторические достопримечательности Марракеша. Землетрясение также ощущалось в Испании, Португалии, Алжире и других странах.А ущерб был нанесён в размере 12 миллиардов долларов

## Предыстория
Марокко находится недалеко от границы между Африканской и Евразийской плитами, трансформного разлома Азорские острова — Гибралтар. Эта зона правостороннего сдвига становится транспрессионной на своём восточном конце, с развитием крупных надвиговых разломов. К востоку от Гибралтарского пролива, в море Альборан, граница приобретает коллизионный характер. Бо́льшая часть сейсмичности в Марокко связана с движением на границе этой плиты, причём наибольшая сейсмическая опасность наблюдается на севере страны, вблизи границы. В 2004 году в северной провинции Эль-Хосейма произошло землетрясение магнитудой 6,3, в результате которого погибло 628 человек и 926 были ранены. Землетрясение магнитудой 7,3, произошедшее в соседнем Алжире в 1980 году, унесло жизни 2500 человек.
Горы Атлас — это внутриконтинентальный горный пояс, который простирается от Марокко до Туниса на 2000 км. Эти горы образовались в результате коллизии, начавшейся в кайнозое. Горный хребет достигает своей наивысшей точки на западе, в Марокко. Сейсмичность в Марокко сосредоточена в северном регионе страны и море Альборан. К югу от Эр-Рифа сейсмическая активность незначительна, но распространена по Среднему, Высокому и Антиатласу. Сейсмичность в Сахарском Атласе небольшая, а в Сахарском регионе к югу от горного пояса сводится на нет; меньшая сейсмичность также наблюдается в Алжире и Тунисе. Ранее самым крупным землетрясением, зафиксированным в горах Атлас, было землетрясение магнитудой 5,9, которое произошло в Агадире в 1960 году.

## Землетрясение
Землетрясение произошло 8 сентября в 23:11 по местному времени. Его эпицентр находился в районе Игиль, расположенном в провинции Эль-Хауз, которая входит в регион Марракеш — Сафи. Как сообщает Геологическая служба США, землетрясение имело механизм очага, указывающий на образование наклонно-надвигового разлома под Высоким Атласом.
По данным Геологической службы США, очаг землетрясения располагался на глубине 18,5 км, в то время как сейсмологическое агентство Марокко сообщило о глубине в 11 км. По данным Европейско-Средиземноморского сейсмологического центра, землетрясение также ощущалось в Португалии, Испании, Мавритании, Алжире, Западной Сахаре и вдоль побережья Гибралтарского пролива. Свидетели рассказали, что толчок продолжался около 20 секунд. Как сообщают Геологическая служба США, его магнитуда составила 6,8, став самой сильной в этом районе за последние 123 года. Другие источники оценивают магнитуду в 6,9 и 7,2. Повторный толчок магнитудой 4,9 произошёл через 19 минут после основного. Всего за основным толчком последовали сотни повторных, магнитуда сильнейшего составила 6.

## Последствия
По меньшей мере 2946 человека погибли и свыше 5530 были ранены; по меньшей мере 1404 человек получили тяжёлые ранения. Большинство погибших находились в провинциях Эль-Хауз и Тарудант, где число погибших достигло 1351 и 492 человека соответственно. 201 человек погиб в Чичауа, 41 в Варзазате, 17 в Марракеше. Французский турист умер от остановки сердца во время землетрясения; восемь граждан Франции получили ранения. По оценке бюро ВОЗ для стран Восточного Средиземноморья, землетрясение затронуло 300 тысяч человек.

В Медине Марракеша, внесённой в список Всемирного наследия ЮНЕСКО, пострадали городские стены, которые датируются XII веком. Из-за отключений электроэнергии доступ к интернету в Марракеше был нарушен. Власти Марокко заявили, что большинство разрушений произошло за пределами населённых районов.
- Последствия землетрясения в Марракеше и Мулай-Брахиме[англ.]

## Реакция
В Марокко был объявлен трёхдневный траур. Король Мухаммед VI санкционировал развёртывание армии Марокко в различных затронутых землетрясением городах. Африканская конфедерация футбола отложила проведение отборочного матча на Кубок африканских наций 2023 между Марокко и Либерией, который был запланирован на 9 сентября.
Помощь Марокко предложили Индия, Франция, Португалия, Румыния, Турция, Великобритания, США, Тайвань, Таиланд, Тунис, Европейский союз и ООН. Алжир открыл своё воздушное пространство для самолётов, доставляющих в Марокко гуманитарную помощь и вывозящих пострадавших в результате землетрясения. Воздушное пространство Алжира было закрыто для марокканских военных и гражданских самолётов с 22 сентября 2021 года в связи с «провокаций враждебного характера» со стороны Марокко. Власти столичного региона Франции Иль-де-Франс объявили о планах выделить 500 тысяч евро для поддержки спасательных служб и гуманитарных ассоциаций Марокко. Премьер-министр Израиля Биньямин Нетаньяху и король Иордании Абдалла II приказали своим правительствам направить помощь Марокко, президент ОАЭ Мухаммад ибн Заид Аль Нахайян отдал приказ о создании воздушного моста для транспортировки гуманитарной помощи и другой поддержки.